# 莫特倫基 (丘德尼夫區)
49°52′29″N 27°56′31″E / 49.87472°N 27.94194°E
莫特倫基（烏克蘭語：Мотрунки），是烏克蘭北部的村莊，隸屬日托米爾州的別爾季切夫區。該村面積0.88平方公里，海拔高度281米，2001年人口157，人口密度每平方公里179.43人。